# گورو رایتن
گورو رایتن (انگلیسی: Guro Reiten؛ زادهٔ ۲۶ ژوئیهٔ ۱۹۹۴) بازیکن فوتبال اهل نروژ است.
از باشگاه‌هایی که در آن بازی کرده‌است می‌توان به باشگاه فوتبال زنان چلسی اشاره کرد.
وی همچنین در تیم‌های ملی فوتبال زنان نروژ بازی کرده‌است.